# Michaela Christiana Wiegele
Michaela Christiana Wiegele (* 1968 in Klagenfurt) ist eine österreichische Künstlerin.

## Leben und Wirken

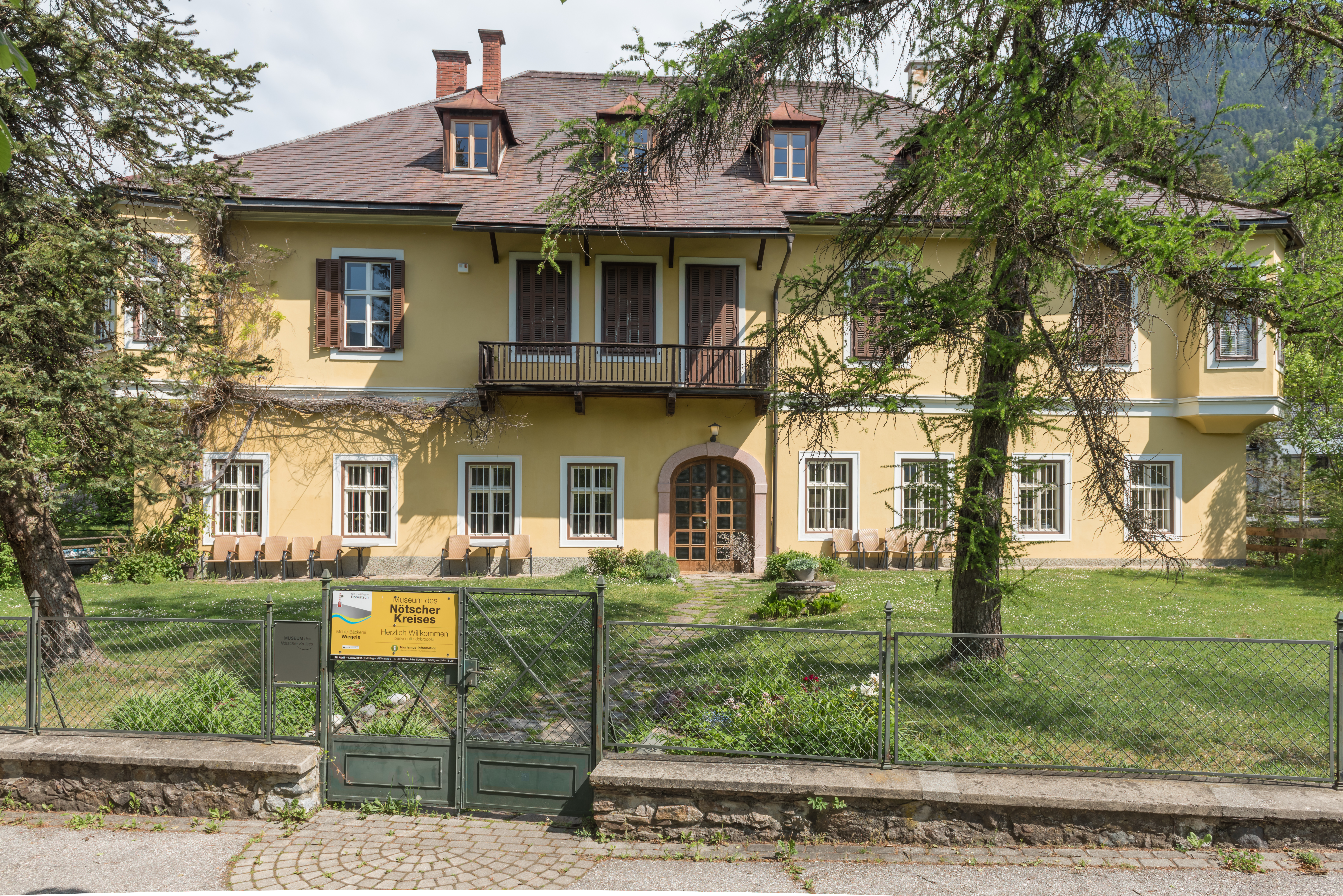
Das Haus Wiegele in Nötsch.

Michaela Wiegele wuchs im Geburtshaus ihres Großonkels Franz Wiegele auf. Ihre Mutter Hermine Wiegele gilt als  „Nötscher Kreis“-Initiatorin.
Seit der Beendigung ihrer Ausbildung am Kolleg für Grafik und Design, Höheren Grafischen Bundeslehranstalt Wien, dem Studium der Philosophie, Pädagogik und Psychologie an der Universität Wien und dem Studium für angewandte Kunst (Medienklasse  Bernhard Leitner) ist Michaela Christiana Wiegele freischaffende Künstlerin.  Überregionale Bekanntheit erlangte sie 2019 mit der Installation „Das doppelte Kreuz“ im Klagenfurter Dom.
Michaela Christiana Wiegele ist Mitglied im Kunstverein unikART, ihre Werke sind regelmäßig in den Ausstellungsräumen im Haus Wiegele in Nötsch ausgestellt. „Malen ist für Michaela Christiane Wiegele ein Weg ins Innere. Und eine andere, geistige Welt tut sich auf. Es ist eine Form des bewussten Rückzugs in die Welt der Stille. Denn in der lauten, nervtötenden Welt könnten die Bilder nicht entstehen, die Wiegele malt“, schrieb Winfried Steiner (Kunstverein Pankratium Gmünd) in seinem Künstlerportrait 2009.

## Ausstellungen

### Gruppenausstellungen (Auszug)
- 1998 WUK, Wien, Jahresausstellung Werkstätten mit Kyoko Adaniya-Baier, Elfriede Baumgartner, Gerhard Brandstötter et al.[13]
- 2008 Galerie Vorspann, Eisenkappl, 46°29'11"N, 14°35'46"O - SÜDPOL 3.0 mit Rudi Benétik, Claudio Foradori et al.[14]
- 2008 kunstGarten Horn, Graz, Sphären, mit Hartmut Skerbisch[15]
- 2009 artmark galerie, Wien mit Herbert Albrecht, Joachim Bandau, Gottfried Fabian et al.[16][17]
- 2009 artmark galerie, Wien Arbeiten auf Papier und mehr mit Herbert Albrecht, Guilio Camagni, Hubert Fischlhammer et al.[16][18]
- 2010 kunstGarten Horn, Graz, Encounter Stage[16]
- 2010 Grünspan – Plattform für Kunst und Kultur im Drautal, Mühlboden, Regional-Global Part I: MAS Mikulov Art Symposium „dilna“[16] mit Ivana Lomova et al.[16][19]
- 2012 Galerie Šikoronja, Rosegg, mit Lore Heuermann, Judith Lava, Ina Loitzl et al.[20]
- 2018 1. Charitiy-Kunstauktion der Volkshilfe, ARCC (Auktion), Kunst hilft. Auktion gegen Armut.[16]
- 2020 Kunst Raum Villach, „Birds Flying Into Liberty“[16]
- 2020 Kunst Raum Villach, Kunst für die Kaz?[16]
- 2021 Bildende Kunst im öffentlichen Raum in Klagenfurt, Villach und weiteren Kärntner Orten[21]
- 2023 Kunst Raum Villach, Museum der Stadt Villach, #Spuren – II. Mosaiksteine einer künstlerischen Familie[16]

### Einzelausstellungen (Auswahl)
- 1994 Junge Kunstwerkstatt, Wien[21]
- 2009 Pankratium, Gmünd, Mit den Augen hören, mit den Ohren sehen[12]
- 2014 Galerie Šikoronja, Rosegg[20]
- 2018 Galerie Šikoronja, Rosegg[20]
- 2023 Welt&Co/Kulturverein Kulturraum Ewigkeitsgassse, Wien[22]

## Belege
1. ↑  Michaela Christina Wiegele | im Kinsky Auktionshaus in Wien. Abgerufen am 20. November 2023.
2. ↑  Michaela Christina Wiegele. Mutual Art, abgerufen am 20. November 2023.
3. ↑  Gerald Heschl: Auf der Suche nach dem geistigen Licht. Künstlerportrait. Meine Kirchenzeitng, Kunst & Kultur, 20. März 2021, abgerufen am 20. November 2023.
4. ↑  Vgl. Museum des Nötscher Kreises: das Museum.
5. ↑  Vgl. Parnass Kunstmagazin: Museum des Nötscher Kreises.
6. ↑  Kulturchannel: Paradies am See. Abgerufen am 20. November 2023.
7. ↑  Michaela Christiana Wiegele | Vita. Abgerufen am 15. November 2023.
8. ↑  ORF Kärnten. Installations-Bericht zur TV-Sendung. 11.03.2011. Abgerufen am 20. November 2023.
9. ↑  Michaela Christiana Wiegele, Einzelausstellungen. Abgerufen am 3. Januar 2024.
10. ↑  Vgl. Unikart – Verein zur Förderung Kärntner Künstler:innen
11. ↑  GM: Stiller.Grund. Ausstellungsbericht. In: Die Brücke. Kärnten Kunst Kultur (Hrsg.): Zeitschrift. Nr. 94. Klagenfurt Februar 2009, S. 94.
12. 1 2  Steiner, Winfried: Innere Landschaften als Früchte der Stille. Michaela Wiegele im Haus des Staunens. In: Die Brücke Kärnten Kunst Kultur (Hrsg.): Zeitschrift. Nr. 98. Klagenfurt Juni 2009, S. 23.
13. ↑  Jahresausstellung Werkstätten im WUK. In: Kunst und Information Archiv: Basis Wien. Abgerufen am 20. November 2023.
14. ↑  46°29'11"N, 14°35'46"O - SÜDPOL 3.0. In: Kunst Information und Archiv: Basis Wien. Abgerufen am 20. November 2023.
15. ↑  2008. KunstGarten, abgerufen am 20. November 2023.
16. 1 2 3 4 5 6 7 8 9  Suche/Erweiterte Suche: Michaela Wiegele. Kunst Information und Archiv: Basis Wien, abgerufen am 20. November 2023.
17. ↑  Gemeinschaftsausstellung mit Künstlern der Galerie Artmark. In: Gemeinschaftsausstellung mit Künstlern der Galerie Artmark. Kunst und Information Archiv: Basis Wien, abgerufen am 20. November 2023.
18. ↑  Arbeiten auf Papier und mehr... Kunst und Information Archiv: Basis Wien, abgerufen am 20. November 2023.
19. ↑  Kunst Information und Archiv: Basis Wien. Abgerufen am 20. November 2023.
20. 1 2 3  Ausstellungen/Künstlerinnen. In: GALERIE ŠIKORONJA. Abgerufen am 20. November 2023.
21. 1 2  Vgl. Michaela Christiana Wiegele | Ausstellungen
22. ↑  Vgl. Welt&Co/Kulturverein, Kunstraum Ewigkeitsgasse.

| Personendaten    | Personendaten                |
| ---------------- | ---------------------------- |
| NAME             | Wiegele, Michaela Christiana |
| KURZBESCHREIBUNG | österreichische Künstlerin   |
| GEBURTSDATUM     | 1968                         |
| GEBURTSORT       | Klagenfurt                   |